# Popoli khmuici
I popoli khmuici formano un insieme di gruppi etnici stanziati nel sudest asiatico.

## Distribuzione geografica
La maggior parte di queste etnie si trova nelle zone montane della catena Annamita, lungo il confine tra il Laos ed il Vietnam. Comunità minori vivono in Thailandia, Birmania e nella provincia cinese dello Yunnan. Sono presenti membri delle etnie khmuiche anche in occidente, dove si rifugiarono nel corso dei conflitti del sudest asiatico nel XX secolo.

## Distribuzione etnica
I gruppi etnici che compongono la famiglia khmuica sono i seguenti:
- Khmu
- Khuen
- Lua
- Mal (conosciuti anche come tin in Thailandia e thin in Laos)
- Mlabri (conosciuti anche come yumbri)
- O du
- Phai
- Pray
- Xinh mun
- Phong
- Khang

Per tradizione gli etnologi comprendono tra i popoli khmuici anche i khao ed i bit, ma recenti studi linguistici suggeriscono che facciano parte invece dei popoli palaungici.

## Origini
Si crede che i popoli khmuici siano migrati dalla Cina in Laos circa 4.000 anni fa. Facevano probabilmente parte di una più grande etnia che ha diffuso le lingue austro asiatiche circa 10.000 anni fa, stanziata nell'odierna Cina.

## Lingue
Le varie lingue khmuiche ed i relativi dialetti fanno parte della famiglia linguistica austro-asiatica. La migrazione nel sudest asiatico ed i contatti con le culture dei mon e dei khmer hanno portato alcuni linguisti ad inglobare le lingue khmuiche nella famiglia mon khmer, sebbene recenti studi hanno messo in discussione tale ipotesi.

## Società
I popoli khmuici sono dediti prevalentemente all'agricoltura e fanno largo uso della pratica del debbio. Sono anche importanti le attività della caccia e raccolta e della pesca.